# Ca Tomàs
Ca Tomàs és una casa de Valls (Alt Camp) protegida com a Bé Cultural d'Interès Local.

## Descripció
Edifici situat en la cantonada dels carrers de la Carnisseria i del Carme. Es tracta d'una construcció de cinc altures, planta baixa i quatre pisos.
Amb les tres obertures per planta s'estableix la simetria característica d'aquest tipus de construccions, que a la vegada contrasta amb la façana que dona al carrer del Carme, la qual presenta només una obertura per planta, amb la inclusió de l'entresòl. Destaquen les tres grans obertures de la planta baixa, amb brancals de pedra i llinda de fusta, el balcó corregut del primer pis suportat per mènsules emmarcant les tres finestres balconeres. Les baranes de ferro forjat responen a la tipologia i decoració pròpies de les darreres dècades del segle XIX